# Стебний
Стебний (укр. Стебний) — село в Ясинянской поселковой общине Раховского района Закарпатской области Украины.
Население по переписи 2001 года составляло 807 человек. Почтовый индекс — 90631. Телефонный код — 3132. Занимает площадь 0,970 км². Код КОАТУУ — 2123656201.